# Lenophila danielsi
Lenophila danielsi är en tvåvingeart som beskrevs av Mcalpine och Kim 1977. Lenophila danielsi ingår i släktet Lenophila och familjen bredmunsflugor. Inga underarter finns listade i Catalogue of Life.